# Celtis brownii
Espèce
Synonymes
- Celtis brownii Rendle[2]

Celtis brownii  est une espèce de plantes à fleurs de la famille des Cannabaceae et du genre Celtis. C'est un arbre présent en Afrique tropicale.
Selon Plants of the World Online, c'est un synonyme de Celtis prantlii.

## Liste des variétés
Selon Catalogue of Life (10 juillet 2019) :
- variété Celtis philippensis var. wightii